# Elaeocarpus prunifolius
Elaeocarpus prunifolius é uma espécie de angiospérmica da família Elaeocarpaceae.
Pode ser encontrada nos seguintes países: Bangladesh e Índia.
Está ameaçada por perda de habitat.